# Harvey Locke
Harvey Locke est reconnu comme un leader mondial dans les domaines des parcs nationaux, de la protection de la nature sauvage et de la conservation des grands paysages. Il est l'un des fondateurs principaux du corridor de conservation Yellowstone au Yukon
 qui a pour but d'assurer la connectivité pour la faune entre le parc national de Yellowstone, (États-Unis) au Yukon dans le Nord du Canada. Harvey a été nommé l'un des leaders canadiens pour le XXIe siècle par le magazine Time.

## Biographie et carrière
Harvey Locke (Timothy Gerald Harvey Locke) est né en 1959 à Calgary en Alberta. Sa famille compte parmi les premiers colons européens établis dans la vallée de la rivière Bow (sud de l’Alberta) depuis le début des années 1870.
Harvey allait à l'école primaire/secondaire Strathcona-Tweedsmuir School à Dewinton, en Alberta. En 1976, il a passé un an au Collège du Wildhorn, à Anzere en Suisse. De retour à Calgary, il a d'abord obtenu un baccalauréat ès arts en français, suivi d'un baccalauréat en droit en 1984 (médaille d'argent) de l'Université de Calgary. Il a par la suite été avocat et associé d'un cabinet d'avocats à Calgary pendant 14 ans, tout en faisant du bénévolat pour la Société pour la nature et les parcs du Canada (SNAP) et le Parti libéral de l'Alberta. En 1999, Harvey est devenu un écologiste à temps plein et il dédiera les années suivantes aux parcs nationaux, à la protection de la nature sauvage, à la connectivité écologique des grands paysages ainsi que les changements climatiques.

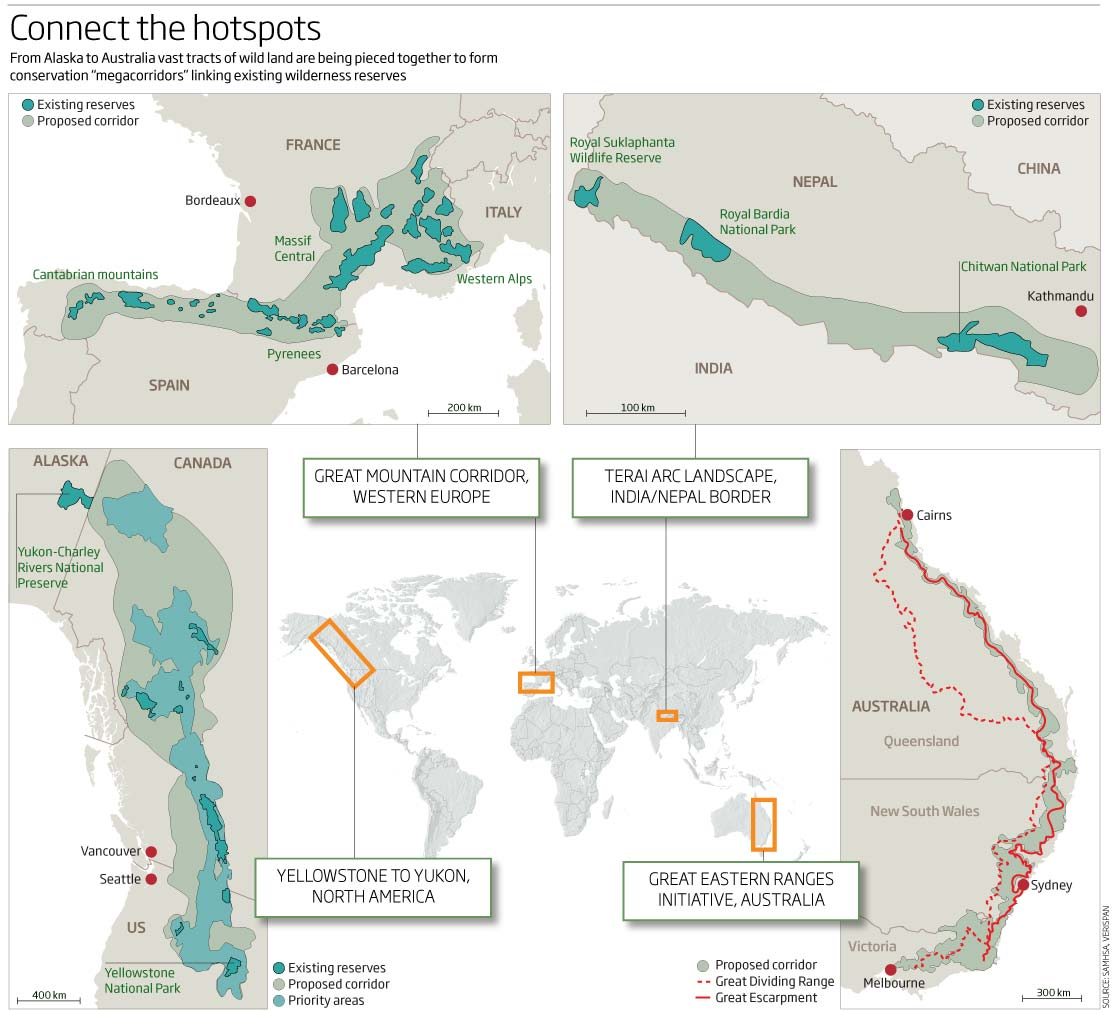
Carte de 4 projets de connectivité à l'échelle des paysages, avec Yellowstone au Yukon, en bas à gauche.

Harvey Locke a occupé les fonctions de Président de ou Vice-Président de la SNAP pendant de nombreuses années et il est aujourd'hui l’un des conseillers principaux sur la conservation de cet organisme pan canadien. Harvey est particulièrement reconnu pour être un fondateur principal,, et conseiller senior pour l’initiative de conservation Yellowstone au Yukon. Il est actuellement Vice-président, stratégie et conservation à la Fondation WILD à Boulder, au Colorado.
Les articles, photographies et contribution a des ouvrages ont été publiés dans les journaux, magazines et revues spécialisées dans sept pays. Il a également enseigné dans de nombreuses institutions universitaires et a donné des allocutions sur les parcs nationaux, la nature sauvage et la connectivité des paysages à de nombreuses conférences à travers le monde. Il a aussi témoigné sur la législation des parcs nationaux devant des comités parlementaires au Canada, et a mené des campagnes de conservation au Québec, Canada et aide de nombreuses autres dans différents pays. En 1999, Harvey a été nommé l'un des leaders canadiens pour le XXIe siècle par Time Magazine.
Il a été membre du conseil d'administration de Conservation de la nature du Montana pendant neuf ans, ainsi que le président sortant et directeur émérite du Wildlands Project (maintenant Wildlands Network). Il a aussi été conseillé de programme à la Fondation Tides Canada, à l'Initiative boréale canadienne. Il a également été le principal agent de programme pour l'environnement à la Fondation Henry P. Kendall à Boston, au Massachusetts.
Il est un membre actif de la Commission mondiale des aires protégées de l'Union mondiale pour la conservation de la nature (UICN), du comité exécutif du huitième et neuvième Congres mondiale pour la nature(WILD9); et fiduciaire de la Fondation Eleanor historique Luxton à Banff.

## Photographie et médias
Des photographies prises par Harvey Locke ont été publiées dans de nombreux livres, magazines, sites web et les journaux y compris l'Agence France Presse, AeroMexico dans le magazine de vol Escala, le New York Times, Wildlife Conservation, Canadian Geographic, Backpacker, Globe and Mail et le Vancouver Sun.
Harvey Locke a fait des entrevues télévisuelles, radiophoniques et dans les journaux, dont 10 minutes sur les nouvelles nationales (Canada) à CBC en septembre, 2008, à l'émission Découverte de Radio-Canada pour le Los Angeles Times, le Washington Post, la National Public Radio (États-Unis), Nippon Television (Japon), le National Geographic, Nature of Things, La Presse, le Globe and Mail, le National Post, Géo Plein Air et plusieurs films documentaires.

## Exemple d'articles publiés et contributions à des ouvrages
- (en) Locke H.“Civil Society and Protected Areas: Lessons from Canada’s Experience” 2009 in George Wright Forum, vol. 26, number 2, p. 101-128, Hancock, Michigan, USA
- (en) Locke H. and Mackey B. “The Nature of Climate Change: Reunite International Climate Change Mitigation Efforts with Biodiversity Conservation and Wilderness Protection” 2009 in International Journal of Wilderness, Vol. 15, number 2, WILD Foundation, Boulder, Colorado, USA
- (en) Locke H. “Canada Increases Wilderness Protection and Policy Goals” 2009 in International Journal of Wilderness, Vol. 15, number 1, WILD Foundation, Boulder, Colorado, USA
- (en) Kormos C. and Locke H. “Introduction to the Wilderness Concept” 2008 in A Handbook on International Wilderness Law and Policy Kormos C. ed., Fulcrum Publishing, Golden, CO, USA
- (en) Locke H. “The Need and Opportunity and Opportunity for Landscape Scale Conservation in the Yellowstone to Yukon Region: A Vision for the 21st Century” 2006, in Greater Yellowstone Public Lands: A Century of Discovery, Hard Lessons, and Bright Prospects, Proceedings of the 8th Biennial Scientific Conference on the Greater Yellowstone Ecosystem, A. Wondrak Biel ed., Yellowstone Centre for Resources, Yellowstone National Park, WY, USA
- (en) Locke H. “The Spiritual Dimension of Moving to the Mountains” 2006, in The Amenties Migrants L.A.G. Moss ed., CABI, Oxfordshire, UK
- (en) Locke H. and Tabor G. "Y2Y Today: Where we are and where we go from Here" 2005 in Yellowstone to Yukon:Freedom to Roam : a Photographic Journey by Florian Schulz, Mountaineers Books, Seattle, USA
- (en) Locke H. and Dearden P. “Rethinking Protected Area Categories and the New Paradigm”, Environmental Conservation 32 (1), 2005, Foundation for Environmental Conservation, Cambridge University Press, UK
- (en) Konstant W., Locke H. and Hanna J. "Waterton- Glacier International Peace Park: The First of its Kind” 2005 in Transboundary Conservation: A New Vision for Protected Areas in R. A. Mittermeir et al eds., Cemex-Agrupacion Sierra Madre-Conservation International, Mexico
- (en) Locke H. “Banff National Park: Lessons Learnt form Tourism in the World’s Third Oldest National Park” The Game Ranger, No. 1, 2005 Game Rangers Association of Africa, South Africa
- (en) Locke H. "Nahanni-Boreal Headwaters of the World" 2004 in Rendezvous in the Wild, The Boreal Forest by Raffan J., The Boston Mills Press, Erin, Ontario, Canada
- (en) Tabor G. and Locke H. “Yellowstone to Yukon Conservation Initiative” 2004, in Managing Mountain Protected Areas: Challenges and Responses for the 21st Century, D. Harmon and G. Worboys eds. Andromeda Editrice, Colledara, Italy
- (en) Locke H. "Foreword", Parks and Protected Areas Management in Canada 2ed. 2002 P. Dearden and R, Rollins eds., Oxford University Press, Toronto, Canada
- (en) Locke H. “Keep Faith with Nature’ 2000, in Crossroads R. Davies et al eds, Gage, Toronto, Ontario, Canada
- (en) Locke H. “Spirituality and Wilderness” in Wild Earth, Spring, 1999, Richmond, Vermont, USA
- (en) Locke H. “Banff National Park and the Yellowstone to Yukon Corridor” 1998 in National Parks and their Contribution to Sustainable Development, Springer Verlag, Berlin, Germany
- (en) Locke H. and Elgie S. “Using the Law to Protect Wild Places” 1996, in Protecting Canada’s Endangered Spaces M. Hummel ed., Key Porter, Toronto, Ontario, Canada
- (en) Keiter R. and Locke H. “Law and Large Carnivore Conservation in the Rocky Mountains of the United States and Canada” in Conservation Biology, vol. 10, no. 4, August 1996, Blackwell Scientific, Malden, MA, USA
- (en) Locke H. “The Yellowstone to Yukon Conservation Initiative” in Wildlife Conservation May 1996, Wildlife Conservation Society, Bronx, NY, USA
- (en) Locke H. "Preserving the wild heart of North America: The Wildlands Project and the Yellowstone to Yukon Biodiversity Strategy" 1994 in Borealis issue 15, Canadian Parks and Wilderness Society, Ottawa, Ontario, Canada